# Partamaspates

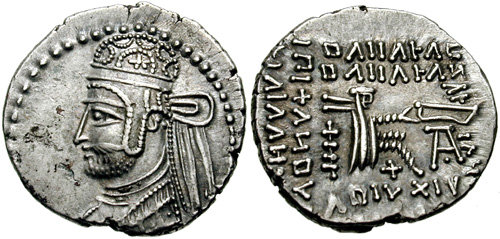
Moneda de Partamaspates.

Partamaspates fue un rey clientelar romano de Partia y más tarde de Osroene, era el hijo del emperador parto Osroes I.
Después de pasar gran parte de su vida en el exilio romano, acompañó al emperador romano Trajano en la campaña de este último para conquistar Partia. Trajano originalmente planeaba anexionarse Partia como parte del Imperio romano, pero al final decidió en lugar de ello colocar a Partamaspates en el trono de su padre como un rey cliente romano, haciéndolo en el año 116. Tras la retirada romana de la región, Osroes fácilmente derrotó a Partamaspates y reclamó el trono parto.
Después de su derrota en Partia, Partamaspates de nuevo huyó hacia los romanos quienes entonces, como consolación, le entregaron el gobierno conjunto de Osroene, un pequeño estado cliente romano entre Asia Menor y Siria. Fue rey de Osroene junto con Yalur desde 118 a 122, y, más tarde, gobernador único hasta 123.